# PPPoE
PPPoE är en förkortning för point-to-point protocol over Ethernet. PPPoE bygger på två vitt accepterade standarder: PPP och Ethernet. PPPoE är en specifikation för anslutning av nätverk (Ethernet) till Internet genom ett bredbandsmedium, som till exempel en DSL-lina, trådlöst, eller ett kabelmodem.